# Бесбидаик
Бесбидаи́к (каз. Бесбидайық, бывшее Но́вое) — село в Астраханском районе Акмолинской области Казахстана. Являлся административным центром Бесбидаикского сельского округа. Код КАТО — 113635100.

## География
Село располагалось в южной части района, на расстоянии примерно 47 километров (по прямой) к юго-западу от административного центра района — села Астраханка.
Абсолютная высота — 345 метров над уровнем моря.
Ближайшие населённые пункты: село Степное — на востоке.

## История
В 1989 году село Новое, являлось административным центром и единственным населённый пунктом Бесбидаикского сельсовета.
В периоде 1991—1998 годов:
- сельсовет был преобразован в сельский округ в соответствии с реформами административно-территориального устройства Республики Казахстан;
- село Новое было переименовано в село Бесбидаик;
- в состав сельского округа вошёл Степной сельский округ (село Степное).

Постановлением акимата Акмолинской области от 14 декабря 2018 года № А-12/556 и решением Акмолинского областного маслихата от 14 декабря 2018 года № 6С-27-26 «О переводе в категорию иных поселений села Бесбидаик Бесбидаикского сельского округа Астраханского района Акмолинской области» (зарегистрированное Департаментом юстиции Акмолинской области 29 декабря 2018 года № 6996):
- село Бесбидаик было переведено в категорию иных поселений и исключено из учётных данных;
- поселение упразднённого населённого пункта — вошло в состав села Степное;
- административным центром сельского округ был определён село Степное.

Постановлением акимата Акмолинской области от 22 ноября 2019 года № А-11/568 и решением Акмолинского областного маслихата от 22 ноября 2019 года № 6С-39-10 «Об изменении административно-территориального устройства Астраханского района Акмолинской области» (зарегистрированное Департаментом юстиции Акмолинской области 29 ноября 2019 года № 7528):
- Бесбидаикский сельский округ был упразднён и переведён в категорию иных поселений;
- село Степное и территория упразднённого сельского округа — вошли в состав Есильского сельского округа.

## Население
В 1989 году население села составляло 868 человек (из них русские — 43 %).
В 1999 году население села составляло 541 человек (265 мужчин и 276 женщин). По данным переписи 2009 года, в селе проживали 303 человека (138 мужчин и 165 женщин).
| Численность населения | Численность населения | Численность населения |
| 1989                  | 1999                  | 2009                  |
| --------------------- | --------------------- | --------------------- |
| 868                   | ↘541                  | ↘303                  |